# Jeune Bretonne au pot d'arum
Jeune Bretonne au pot d'arum est un tableau réalisé en 1892 par le peintre français Paul Sérusier. De format vertical, cette huile sur toile est le portrait d'une petite Bretonne tenant un pot où pousse un arum. L'œuvre fait partie d'une collection particulière et se trouve depuis 2022 en dépôt au musée de Pont-Aven, à Pont-Aven, dans le Finistère.

## Description
Vêtue du costume traditionnel, la jeune fille qui sert de modèle se tient debout devant un fond brun. On l'aperçoit par son profil gauche. La plante qu'elle porte est grande, et seule une partie de ses feuilles est contenue dans la composition. L'une de ces dernières se déploie juste au-dessus de sa tête, qui est coiffée de blanc. 